# توفند دوریان

توفند دوریان (انگلیسی: Hurricane Dorian) توفند قوی است که باهاما را درنوردید و جنوب‌شرقی ایالات متحده آمریکا را در معرض تهدید قرار می‌دهد. این چهارمین توفند یا تندباد دریایی محسوب می‌شود و دومین توفان و اولین توفان بزرگ فصلی اقیانوس اطلس در ۲۰۱۹ می‌باشد. این توفند در ۲۴ اوت در اقیانوس اطلس مرکزی براثر امواج گرمسیری شرقی به‌وجود آمده‌است. به تدریج با حرکت به سمت آنتیل کوچک، گسترش یافته و شدت گرفت و در ۳۱ اوت این توفند از رده ۴ به رده ۵ در مقیاس سافیر سیمپسون شدت یافت.